# 蘇格爾坎普鎮區 (阿肯色州克利本縣)
蘇格爾坎普鎮區（英語：Sugar Camp Township）是位於美國阿肯色州克利本縣的一個行政鎮區。

## 地方資料
蘇格爾坎普鎮區的面積為47.98平方千米，當中陸地面積為47.04平方千米，而水域面積為0.94平方千米。根據2010年美國人口普查的數據，當地共有人口427人，而人口密度為每平方千米8.9人。